# Grup de la dalyita
El grup de la dalyita és un grup de minerals de la classe dels silicats. Està format per quatre espècies: dalyita, davanita, sazhinita-(Ce) i sazhinita-(La). La dalyita, espècie que dona nom al grup, i la davanita cristal·litzen en el sistema triclínic, mentre que les altres dues espècies ho fan en el sistema ortoròmbic.
| Espècie        | Fórmula            |
| -------------- | ------------------ |
| Dalyita        | K₂ZrSi₆O₁₅         |
| Davanita       | K₂TiSi₆O₁₅         |
| Sazhinita-(Ce) | Na₂CeSi₆O₁₄·6H₂O   |
| Sazhinita-(La) | Na₃La[Si₆O₁₅]·2H₂O |

Segons la classificació de Nickel-Strunz els minerals d'aquest grup pertanyen a «09.EA: Fil·losilicats, amb xarxes senzilles de tetraèdres amb 4-, 5-, (6-), i 8-enllaços» juntament amb els següents minerals: cuprorivaïta, gil·lespita, effenbergerita, wesselsita, ekanita, apofil·lita-(KF), apofil·lita-(KOH), apofil·lita-(NaF), magadiïta, okenita, nekoïta, cavansita, pentagonita, penkvilksita, tumchaïta, nabesita, ajoïta, zeravshanita, bussyita-(Ce) i plumbofil·lita.